# Ranulph le Meschin
Ranulph, le Meschin ou de Briquessart, mort en janvier 1129, vicomte d'Avranches, vicomte du Bessin et 3e comte de Chester, fut un important baron anglo-normand des règnes de Guillaume le Roux (1087-1100) et Henri Ier d'Angleterre (1100-1135).

## Biographie

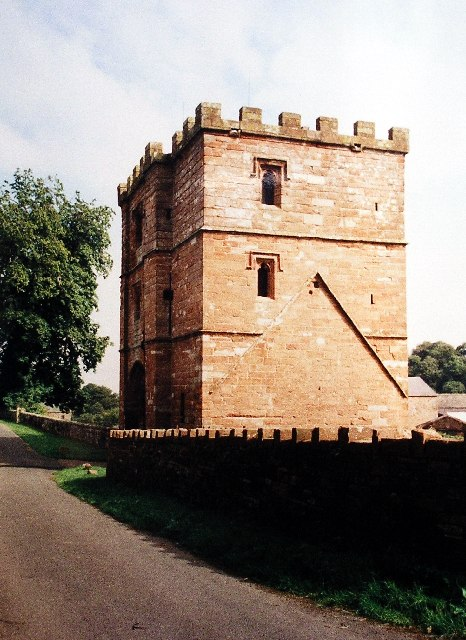
Porche d'entrée du prieuré de Wetheral.

Il est le fils de Ranulf de Briquessart (es), (un commandant à Val-ès-Dunes) vicomte du Bessin, et de Mathilde, fille de Richard le Goz, vicomte d'Avranches ou de l'Avranchin. Son surnom de Meschin, qui signifie « le jeune », est employé pour le distinguer de son père. Il a une sœur prénommée Agnès qui est l'épouse de Robert de Grandmesnil et un frère plus jeune prénommé Guillaume.
Ranulph est tout d'abord parti des officiers militaires du roi Guillaume le Roux. Vers 1098, il épouse Lucy de Bolingbroke (morte vers 1138), héritière de l'honneur de Bolingbroke, qui a auparavant été mariée à Ivo Taillebois, lord de Kendal, puis à Roger fitz Gerold, seigneur de Roumare. Elle est la mère de Guillaume de Roumare. Grâce à elle il entre en possession de vastes domaines dans le Lincolnshire. Il hérite de son père la vicomté du Bessin, et des domaines dans le Bessin (la région autour de Bayeux) et l'Avranchin (la région autour d'Avranches). Dans cette dernière région, le patrimoine familial est particulièrement étendu. Il inclut entre autres Le Breuil, et les châteaux de Briquessart et de Vire.
Ses liens avec le nord-ouest du royaume (la Cumbria, plus tard les comtés de Westmorland et Cumberland) ont peut-être pour origines les terres de son épouse. Après la campagne militaire de Guillaume le Roux dans la région en 1092, Carlisle est devenu le centre des intérêts normands dans la région. Ranulph en est le premier lord connu, mais il n'y a pas de preuve que la ville ait été sous son contrôle avant le règne d'Henri Ier. Dans cette région dorénavant sous son autorité, il donne des baronnies dont les principales à des parents ou à ses tenants en Normandie. Guillaume le Meschin, son frère, reçoit la baronnie de Copeland (ou Egremont), puis épouse Cécile de Rumilly, héritière de la baronnie de Skipton en Craven (East Yorkshire). Il n'engendrera qu'une génération de descendants, qui prendront le toponyme de Rumilly.
Après l'accession au trône d'Henri Ier en 1100, Ranulph reste au service militaire royal. Il est notamment l'un des trois commandants de l'armée du roi à la bataille de Tinchebray en 1106, avec le comte Robert Ier de Meulan et Guillaume (II) de Warenne, 2e comte de Surrey. À l'issue de cette bataille, le duc de Normandie Robert Courteheuse, le frère aîné du roi, est capturé et emprisonné à vie. La Normandie et l'Angleterre sont à nouveau réunies sous un même gouvernement. Par la suite, Ranulph est fréquemment présent en Normandie, surtout lorsque des menaces pèsent sur la paix du duché. Il est juge royal à deux occasions en 1106 et vers 1116. Il est l'un des principaux barons témoins du traité de Douvres passé par Henri Ier avec le comte de Flandre, en 1110.
Son cousin germain Richard d'Avranches, 2e comte de Chester, meurt dans le naufrage de la Blanche-Nef, avec de nombreux autres nobles anglo-normands, le 25 novembre 1120. Henri Ier le nomme alors comte de Chester en succession de son cousin. Il apparaît d'ailleurs comme tel dans une charte émise au début du mois de janvier 1121. Les conditions exactes qui ont permis cette succession ne sont pas connues, mais il semble qu'il ait dû rendre des terres appartenant à sa femme dans le Lincolnshire et ses terres en Cumbria. D'après une tradition rapportée ultérieurement et que les historiens sont assez enclins à valider, Ranulph obtient le comté de Chester après avoir rendu à Henri Ier sa suzeraineté sur la Cumbria, à condition que ses vassaux puissent tenir leurs terres directement du roi. Il promet aussi au roi de payer un droit de succession très important. À sa mort en 1129, son fils doit toujours 1 000 livres à la couronne, mais cela représente peut-être la totalité de la somme promise, car si les relations de Ranulph avec le roi étaient bonnes, il a pu obtenir de longs délais de paiements. Il obtient donc l'honneur des comtes de Chester qui consiste en des terres dans le nord et les Midlands. Les domaines non inféodés les plus importants sont dans le nord et l'est du comté de Chester, dans le Warwickshire (notamment la ville de Coventry), le Leicestershire (Barrow upon Soar) et le Lincolnshire.
En mars 1123, il est envoyé avec Robert, le comte de Gloucester et fils illégitime du roi, pour assurer la garde de la Normandie. En effet, Guillaume Cliton, le fils de Robert Courteheuse, et ses soutiens menacent la paix dans le duché. Ranulph est responsable de la garnison du château d'Évreux durant l'hiver. Lorsque le printemps revient, il parvient à capturer le comte Galéran IV de Meulan et d'autres, dans une embuscade à Bourgtheroulde le 25 mars 1124. Cette prouesse lui permet d'obtenir un certain prestige.
Ranulph meurt en janvier 1129 et est inhumé dans la salle capitulaire de l'abbaye de Chester. Il est le fondateur du prieuré bénédictin de Wetheral (près de Carlisle) vers 1106, maison-fille de l'abbaye Sainte-Marie d'York.

## Famille et descendance
Vers 1098, il épouse Lucy de Bolingbroke (morte vers 1136), héritière de l'honneur de Bolingbroke, qui a auparavant été mariée à Ivo Taillebois, lord de Kendal, puis à Roger fitz Gerold, seigneur de Roumare. Elle est la mère de Guillaume de Roumare. Ils ont pour descendance connue :
- Ranulph de Gernon (vers 1099-1153), 4e comte de Chester ;
- Alice, épouse de Richard de Clare (mort en 1136), lord de Clare.

Il a une fille illégitime Mathilde qui épouse Guillaume III Bacon seigneur du Molay, et un fils illégitime nommé Benoît.